# Marske (Richmondshire)
Pour les articles homonymes, voir Marske.
Marske est un village et une paroisse civile du Yorkshire du Nord, en Angleterre.